# Pablo Armando Fernández
Pablo Armando Fernández   (l'Havana, 2 de març de 1930 - l'Havana, 3 de novembre de 2021) fou un escriptor cubà.
Va escriure poesia, novel·la, teatre i assaig. Va viure a l'exili als Estats Units entre 1945 i 1959, any de la Revolució Cubana. La seva obra passa de ser intimista i compromesa amb els temes socials.

## Obres
- Salterio y lamentación (1953)
- Nuevos poemas (1955)
- Himnos (1961)
- El libro de los héroes (1964)
- Campo de amor y de batalla (1984)
- El sueño, la razón (1988)
- Los niños se despiden (1963)
- El vientre del pez (1989)